# Unió Laborista de Catalunya
Unió Laborista de Catalunya va ésser un partit polític constituït al juliol del 1933 a Barcelona. Defensava els interessos laborals amb ideari corporativista i cristià, i esdevingué Unión Laborista el 1934.